# سيرجيو سواريز
سيرجيو سواريز (بالإسبانية: Sergio Suárez Arteaga)‏ (6 يناير 1987 بلاس بالماس دي غران كناريا في إسبانيا - ) هو لاعب كرة قدم إسباني في مركز الوسط. لعب مع نادي لاس بالماس ونادي ميرانديس وSongkhla United F.C. ‏ وPolice United F.C. ‏ وCastillo CF ‏.

## وصلات خارجية
- سيرجيو سواريز على موقع قاعدة بيانات كرة القدم.إي يو (الإنجليزية)
- سيرجيو سواريز على موقع Soccerway.com (الإنجليزية)
- سيرجيو سواريز على موقع عالم كرة القدم.نت (الإنجليزية)
- سيرجيو سواريز على موقع AS.com (الإسبانية)